# Gears
Gears (ранее Google Gears; Google переименовали это программное обеспечение из-за совместного использования и поддержки) — открытое программное обеспечение компании Google (бета, лицензия BSD), позволяющее использовать веб-приложения с помощью браузеров Opera Mobile, Internet Explorer и Mozilla Firefox под Linux, Mac OS, Microsoft Windows и Microsoft Windows Mobile в режиме офлайн.
Специальный плагин заставляет браузер работать с локальным кэшем страниц (на основе SQLite), периодически синхронизируя кэш с онлайн-источником.
Gears представляет собой AJAX-API и работает только с веб-сайтами, специально поддерживающими этот сервис.

## Прекращение развития
30 ноября 2009 года представителем Google была озвучена позиция компании по развитию Google Gears:

Мы продолжаем поддержку Gears, так что ничего не сломается на сайтах, которые его используют. Но мы ожидаем, что разработчики будут использовать HTML5 для получения нужной функциональности, переходя на ориентированный на стандарты подход, который будет применим во всех браузерах.
Оригинальный текст (англ.)We're continuing to support Gears so that nothing breaks for sites that use it. But we expect developers to use HTML5 for these features moving forward as it's a standards-based approach that will be available across all browsers.

В Google Chrome 12 была окончательно прекращена поддержка Gears.